# Курукнур
Курукну́р (рос. Курукнур, марій. Курыкнур) — присілок у складі Медведевського району Марій Ел, Росія. Входить до складу Шойбулацьке сільського поселення.

## Населення
Населення — 84 особи (2010; 82 у 2002).
Національний склад (станом на 2002 рік):
- лучні марійці — 99 %